# مورچه‌های راننده
مورچه‌های راننده (نام علمی: Dorylus) نام یک سرده از تیره مورچگان است.